# II Festival Internacional del Cine de San Sebastián
El que en su momento se denominó II Festival Internacional del Cine de San Sebastián está considerado hoy como la III edición del Festival Internacional de Cine de San Sebastián. Se celebró en la capital guipuzcoana entre los días 19 y 26 de julio de 1955. La Federación Internacional de Asociaciones de Productores Cinematográficos (FIAPF) lo siguió considerando como festival de categoría «B», pero esta vez competitivo y especializado en cine en color. Por ello fue conocido como Festival Cinematográfico Internacional del Color. Como la edición del año anterior, fue organizado por el Sindicato Nacional del Espectáculo y la Dirección General de Cinematografía. El balance fue negativo tanto desde el punto de vista artístico como del organizativo, lo que supuso la retirada del reconocimiento por parte de la FIAPF

## Organización
La primera edición del Festival había resultado decepcionante en cuanto a la calidad de las películas seleccionadas. El principal motivo era que los países participantes habían enviado filmes que no tocaban problemáticas políticas o sociales para evitar problemas con la rígida censura franquista. A pesar de ello, la FIAPF decidió conceder una nueva oportunidad al evento. Su Consejo de Administración se reunió en Madrid a finales de octubre de 1954 y acordó mantener la categoría «B» y, además, concederle carácter competitivo en una determinada especialidad. Se decidió que el certamen se especializaría en el cine en color, modalidad que en aquel momento no tenía precedente en los festivales especializados.
El Festival volvió a ser organizado por el Sindicato Nacional del Espectáculo con la colaboración de la Dirección General de Cinematografía y las autoridades locales. Se elaboró un reglamento que establecía que todas las películas a concurso debían estar rodadas en color, no debían haber sido estrenadas más que en el país de producción y no debían haber sido proyectadas en otros festivales. Además, se limitaba el número de películas por país a un largometraje y un cortometraje. Todas las películas debían ser proyectadas en versión original con subtítulos en español. Y los premios no podían ni quedar desiertos ni ser concedidos a más de una película.
Miguel de Echarri volvió a ser el secretario general del Festival, pero sus obligaciones como secretario del Sindicato Nacional del Espectáculo le impidieron ocuparse de la organización del evento el tiempo necesario. Por esa razón improvisó a última hora una programación de compromiso cuyo contenido se dio a conocer tan solo cuatro días antes del inicio del Festival. Al mismo tiempo se pusieron a la venta los abonos y localidades a precios similares a los del año anterior, costando seiscientas pesetas el abono para todas las sesiones. El presupuesto de la organización ascendió a un millón y medio de pesetas, e incluía las cien mil que costó una nueva pantalla denominada «espejo milagroso» que permitía una mejor visión del cinemascope, un sistema de pantalla ancha que había irrumpido con gran fuerza.
En la rueda de prensa en la que se anunciaron las películas participantes y la composición del jurado, Echarri desmintió que el Festival fuera a ser trasladado a otra ciudad. El motivo es que algunas personas habían sugerido que se celebrase en Palma de Mallorca, localidad que disponía de un mejor clima y de aeropuerto, lo que hubiera evitado los largos viajes en tren que implicaba desplazarse hasta San Sebastián.

## Inauguración

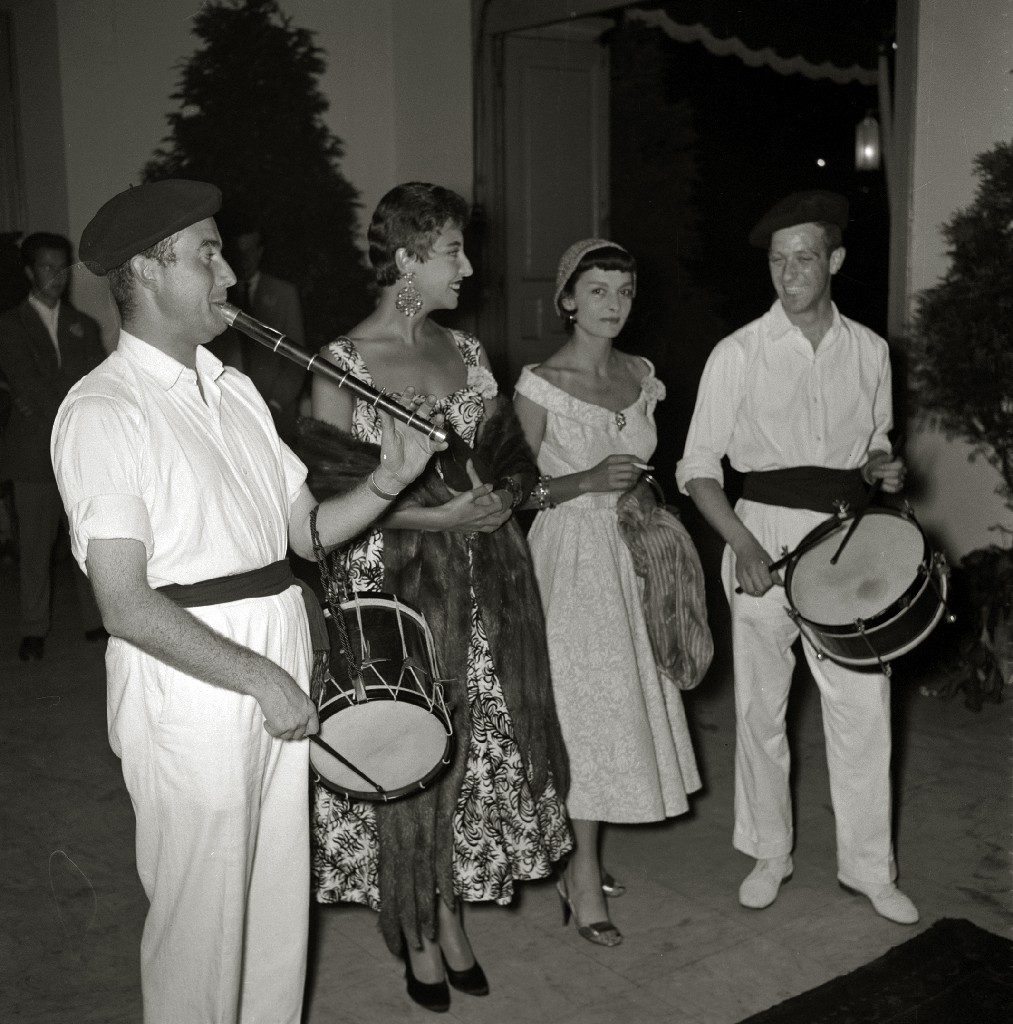
Los asistentes fueron recibidos al son de chistus y tamboriles.

El 19 de julio se inauguró el certamen. En un repleto Teatro Victoria Eugenia, el jefe del Sindicato Nacional del Espectáculo Manuel Casanova declaró abierto el Festival y cedió el escenario a varios invitados extranjeros. Después se dio paso a las películas en una sesión dominada por Disney. En primer lugar se proyectó el cortometraje de animación Flautas, silbidos, cuerdas y bombos, breve recorrido por la historia de la música que había sido ya exhibido en el Festival de Cannes. A continuación se presentó el largometraje Veinte mil leguas de viaje submarino. Problemas con el transporte aéreo hicieron que la copia llegase escasas horas antes de la proyección. Además, carecía de subtítulos y fue emitida en versión original en inglés. Pese a ello, la jornada fue elogiada por el crítico del influyente diario madrileño ABC.

## Actividades paralelas

### Retrospectiva
Gracias a la colaboración de la recientemente creada Filmoteca Nacional, dirigida por Carlos Fernández Cuenca, el Festival de San Sebastián pudo celebrar la que fue su primera sección paralela a la oficial. Se llamó «Retrospectiva del cine español» e incluyó seis películas que fueron proyectadas en el Teatro Victoria Eugenia cada día a las 16:00 horas. El ciclo fue acompañado de un folleto informativo editado por el Festival y la Filmoteca. Los filmes exhibidos fueron los siguientes:
- Asesinato y entierro de don José Canalejas (Enrique Blanco, 1912).
- El sexto sentido (Nemesio Manuel Sobrevila, 1929).
- La aldea maldita (Florián Rey, 1930).
- Prim (José Buchs, 1930).
- La verbena de la Paloma (Benito Perojo, 1934).
- El bailarín y el trabajador (Luis Marquina, 1936).

### Reunión de la FIAPF
La FIAPF no solo expresó su satisfacción por el trato recibido en España concediendo el «Premio al color»; también decidió celebrar su Asamblea General en San Sebastián coincidiendo con la celebración del Festival. Una veintena de representantes de catorce países y de la Unesco se reunieron en la sede del Ayuntamiento de San Sebastián para tratar de diversos temas de interés para el sector cinematográfico. Su Secretario General advirtió que era intención de la Federación conseguir la mayor libertad posible de comercio cinematográfico, lo que constituía una velada advertencia a España.

### Otras actividades
Dado el escaso número de largometrajes a exhibir, se complementó el Festival con actividades de diversa índole. Se organizó un concurso de tiro al pichón que ganó María Asquerino, hubo también un desfile de modelos y el domingo se celebró una novillada con picadores. Para clausurar el Festival, el Ayuntamiento ofreció una cena con baile en Alderdi Eder en la que, además de los números previstos de ballet y música, acabaron bailando sevillanas Carmen Sevilla y Paquita Rico.
Por otro lado, la revista Espectáculo, editada por el Sindicato Nacional del Espectáculo, publicó un boletín diario que funcionó como órgano oficial del Festival.

## Participantes

### Largometrajes a concurso
De los trece largometrajes presentados, solo seis cumplían los requisitos de la organización. Sin embargo, el Jurado aceptó la inclusión en el concurso de la película italo-francesa Días de amor a pesar de haber transcurrido más de doce meses desde su realización y haber sido estrenada en países distintos de Italia y Francia.
- Contrabando, de Lawrence Huntington y Julio Salvador (Reino Unido / España).

- Der Pfarrer von Kirchfeld, de Hans Deppe (República Federal de Alemania).

- Un médico en la familia, de Ralph Thomas (Reino Unido).

- El diablo del desierto, de Bernard Borderie (Francia).

- Días de amor, de Giuseppe de Santis (Italia / Francia).

- La pícara molinera, de León Klimovsky (España / Francia).

- La guerra privada del mayor Benson, de Jerry Hopper (Estados Unidos).

### Largometrajes exhibidos fuera de concurso

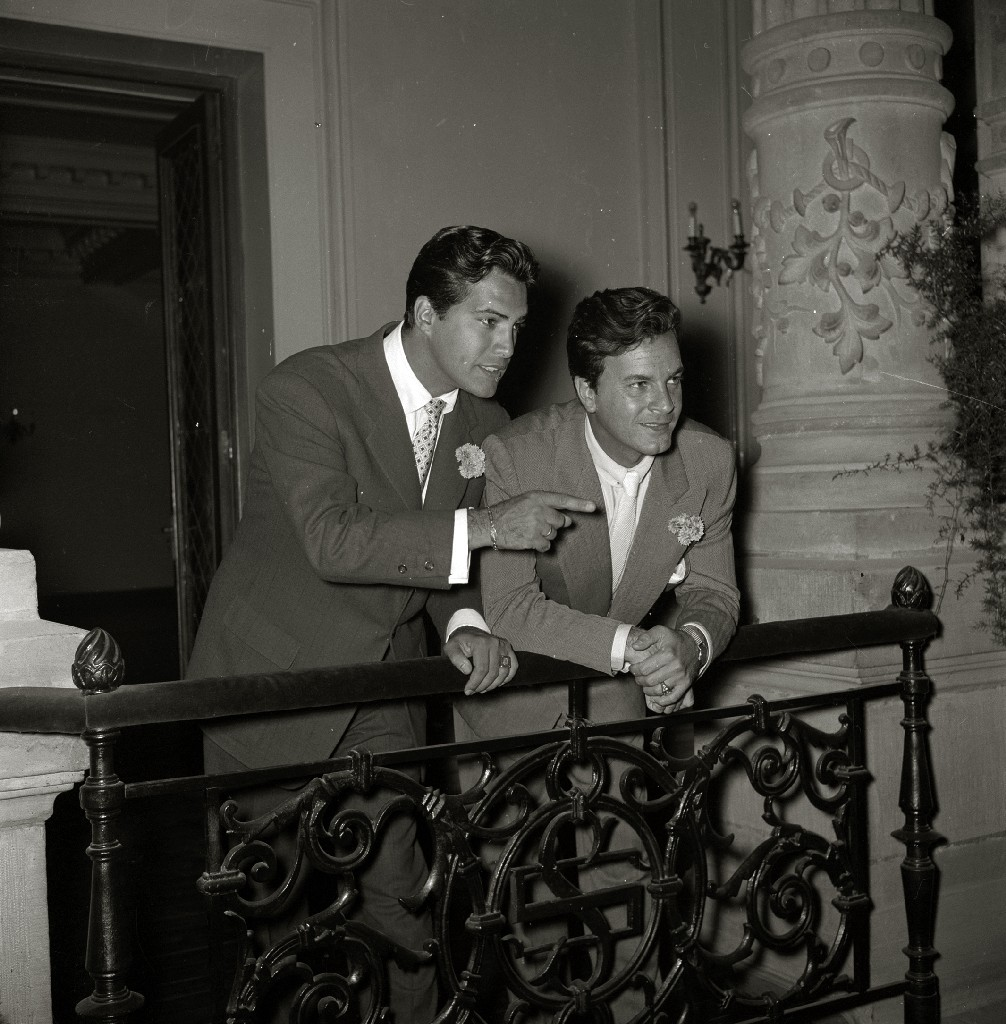
Gustavo y Rubén Rojo estuvieron presentes. El primero presentaba fuera de concurso Tirma.

- Veinte mil leguas de viaje submarino, de Richard Fleischer (Estados Unidos). Inauguró el Festival.
- Alí Babá y los cuarenta ladrones, de Jacques Becker (Francia).
- Cavalleria rusticana, de Carmine Gallone (Italia).
- La gran esperanza, de Duilio Coletti (Italia).
- Mademoiselle de Paris, de Walter Kapps (Francia).
- Tirma, de Paolo Moffa (Italia / España). Clausuró el Festival.

### Cortometrajes
Hubo una sección de cortometrajes en la que se proyectaron, entre otros, Ronda y Pedro Romero y Flautas, silbidos, cuerdas y bombos. También se proyectó la película Luz y humanidad, producida por el departamento de publicidad de la firma Philips y destinada a mostrar los avances técnicos del cine en Technicolor mediante la animación.

### Invitados
La lista de artistas extranjeros invitados no fue muy brillante. Asistieron la estadounidense Ramsay Ames, Isa Ferreira, los franceses François Petrice, Elisabeth Manet y Jacqueline Plessis, la belga Dominique Wilms y Alberto Rascel. También asistieron los mexicanos Gustavo y Rubén Rojo, así como los portugueses Antonio Vilar y Virgílio Teixeira, si bien estos eran rostros habituales del cine español. Entre los realizadores, la más importante fue la presencia del italiano Giuseppe de Santis, para presentar su película Días de amor. También acudieron el presidente y el secretario de la FIAPF, Renato Gualiano y Enrico Guanelleo.
Del lado español, se notaron las presencias de María Asquerino, Carmen Sevilla, Paquita Rico, Fernando Rey y Francisco Rabal.

## Jurado oficial
| - José Camón Aznar (Presidente) - Menchu Gal - Luis Gómez Mesa - Miguel Pérez Ferrero | - Louis Touchages - Giovanni Piergili - Günter Schwartz - Gavin Lambert |

## Clausura
En la sesión de clausura, a la que asistió Carmen Polo —esposa del dictador general Franco— se proyectó fuera de concurso la película hispano-italiana Tirma.

## Palmarés

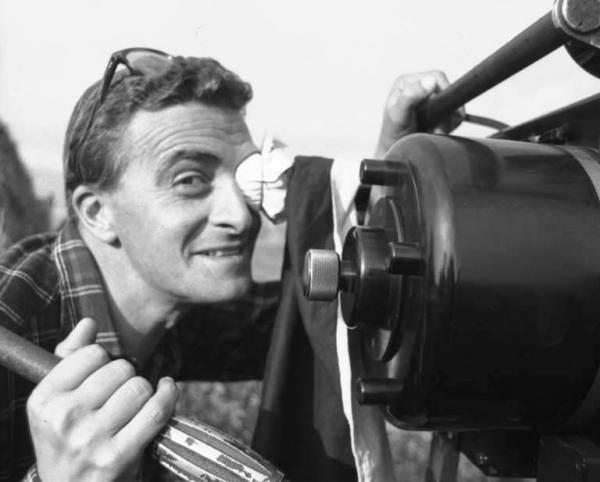
El director italiano Giuseppe de Santis, triunfador con Días de amor.

### Premios oficiales
Por primera vez se entregaban premios oficialmente reconocidos por la FIAPF. Al margen de otras consideraciones, hubo consenso en que Días de amor era el mejor de los largometrajes presentados a concurso, siendo la calidad del resto de candidatos bastante irregular. Recibieron críticas favorables la británica Un médico en la familia y la hispano-francesa La pícara molinera, a la que el Jurado concedió una mención especial. Por otra parte, siendo el Festival del Color, se concedió en esta edición una gran importancia a la calidad de la fotografía. Las dos conchas de plata fueron concedidas por mayoría de votos.
- Concha de Plata al mejor color: Días de amor (Giorni d'amore), dirigida por Giuseppe de Santis y con fotografía de Otello Martelli en Ferraniacolor.

- Mención especial del jurado: La pícara molinera, dirigida por León Klimovsky y con fotografía de Antonio L. Ballesteros en Gevacolor. El galardón fue recibido por el productor Benito Perojo.

- Concha de Plata al mejor color en cortometraje: Flautas, silbidos, cuerdas y bombos (Toot, Whistle, Plunk and Boom), producida por Walt Disney y con fotografía en Technicolor.

### Premios oficiosos
La organización entregó un premio especial al filme alemán Der Pfarrer von Kirchfeld («El cura de Kirchfeld»). Y otorgó también una gran cantidad de pequeñas conchas de plata adicionales a distintas autoridades: Manuel Torres López, director general de Cinematografía; Tomás Garicano, gobernador civil de Guipúzcoa; Juan Pagola, alcalde de San Sebastián; Manuel Casanova, jefe del Sindicato Nacional del Espectáculo; Miguel de Echarri, secretario del Festival; José Camón Aznar, presidente del jurado; José María Maquíbar, vicepresidente del Centro de Atracción y Turismo; Renato Gualino, presidente de la FIAPF y otros más. No se explicó la razón de esa inflación de galardones.
Un grupo de periodistas entre los que estaban José Luis Borau yJuan García Atienza decidió otorgar unos «Premios de la Joven Crítica» que fueron mal acogidos por los sectores oficiales:
- Mejor película: Días de amor
- Mejor director: Giuseppe de Santis
- Mejor fotografía: Otello Martelli

Por otro lado, la revista Triunfo concedió su Copa de la Fama a la actriz Carmen Sevilla.

## Irregularidades
Dos miembros del Jurado —el británico Gavin Lambert y el alemán Günter Schwartz— pusieron en conocimiento de la FIAPF que el Acta del jurado que se había leído en la cena de clausura no se correspondía con la redactada por el Jurado. Se dijo que habían sido votadas la alemana Der Pfarrer von Kirchfeld y la francesa El diablo del desierto cuando la realidad es que los firmantes del Acta no habían aludido a ellas en absoluto. Esta nueva anomalía se sumó a otros incumplimientos del reglamento y tuvo consecuencias.
Como durante la celebración del Festival se había celebrado en San Sebastián una asamblea de la FIAPF, había suficientes miembros de la misma presentes como para no ignorar las diversas irregularidades producidas. El informe que la Federación hizo sobre el Festival fue muy negativo y resaltaba las siguientes anomalías:
- La manipulación del Acta del Jurado, a la que se añadieron títulos de películas que no constaban originalmente en ella.
- La admisión a concurso y proyección de películas no acompañadas de los preceptivos subtítulos en español.
- La admisión a concurso y concesión del principal premio al largometraje Días de amor a pesar de que hacía dos años de su realización y de que había sido estrenada fuera de Italia y Francia, los países productores.
- La admisión a concurso y concesión del principal premio al cortometraje Flautas, silbidos, cuerdas y bombos a pesar de haber participado ya en el Festival de Cannes de 1954, donde había sido premiado.

## Trascendencia
El informe preliminar de la FIAPF fue elevado a definitivo por el Consejo de Administración y recomendaba retirar al Festival de San Sebastián la condición de festival competitivo, la categoría «B» e, incluso, el reconocimiento oficial por la Federación. Dicho informe fue presentado a la Asamblea General que se celebró en octubre de 1955 en Washington D. C., durante la cual se presentaron nuevas críticas. Se incidió en la falta de idoneidad de la sala de proyecciones, en la ausencia de un aeropuerto cercano y en el hecho de que las películas presentadas en el evento no podían ser luego exhibidas en España sin ser sometidas a la censura oficial. El delegado español consideró que detrás de esas críticas se encontraban los intereses de otros Estados organizadores de festivales (Italia, Francia y la República Federal de Alemania) por eliminar a un peligroso competidor.
Como resultado, el Festival perdió el reconocimiento de la FIAPF. Pero eso no conllevó su desaparición. La edición del siguiente año fue organizada por el Ayuntamiento de San Sebastián con la colaboración del Sindicato Nacional del Espectáculo y la Dirección General de Cinematografía. Los premios no fueron oficiales, pero el evento permaneció.